# Vladimir Georgiev
Vladimir Ivanov Georgiev (en búlgaro: Владимир Иванов Георгиев; 1908–1986) fue un lingüista búlgaro prominente, filólogo, y administrador educativo.

## Biografía
Vladimir Georgiev nació en el pueblo búlgaro de Gabare, cercano a Byala Slátina. Se graduó en filología en la Universidad de Sofía en 1930, y se  especializó en filología indoeuropea, lingüística eslava y general en la Universidad de Viena (1933–1934), y más tarde en las universidades de Berlín (1935–1936), Florencia (1939–1940) y París (1946–1947). Ha sido profesor asistente (1931–1941), profesor asociado (1936–1945), profesor titular (1945) y jefe del departamento de lingüística comparativa histórica en la Facultad de Historia y Filología en la Universidad de Sofía (1948–1974), decano de la Facultad de Filología (1947–1948), vicerrector (1948–1951) y rector (1951–1956). Por otra parte, ha sido  director del Instituto para Academia de Ciencias de Bulgaria (1951–1957), secretario del Departamento de Lingüística, Literatura y Estudios de Arte (1956–1963), vicepresidente de la Academia de Ciencias (1959–1972) y director del Centro Unido para Lengua y Literatura (desde 1972). También ha desempeñado los cargos de presidente del Comité Internacional de Estudios eslavos (1958–1963, después Vicepresidente) y presidente del Comité Nacional búlgaro de Estudios eslavos (desde 1955). Asimismo ha sido presidente de la Asociación Internacional para el Estudio del sureste de Europa (1965–1967) y miembro del Comité Internacional para la Micenología. Editor de la "Enciclopedia Corta de Bulgaria" (1962–1969), una enciclopedia "AZ" (1974), "Enciclopedia de Bulgaria" (1978). Editor de la revista "Lingüística balcánica". Académico (1952). Doctor honoris causa por la Universidad Humboldt en Berlín (1960) y la Universidad Carolina en Praga (1968). Ha sido miembro correspondiente de la Academia francesa de Ciencias (1967), Academia finlandesa de Ciencias (1966), Academia sajona de Ciencias en Leipzig (1968), Academia belga de Ciencias (1971) y Academia de Atenas de Ciencias (1977).
En lingüística balcánica, Georgiev destacó el idioma tracio y al idioma dacio del idioma frigio y determinó la ubicación del Idioma tracio y del idioma ilirio entre otras lenguas indoeuropeas. Basado en una nueva aplicación del método comparativo, estableció la existencia de un substrato prehelénico en las lenguas indoeuropeas, al cual llamó “pelasgo”. Georgiev fue uno de los primeros en contribuir al entendimiendo de los sistemas de escritura minoicos, especialmente el Lineal A. Sus trabajos fueron luego más desarrollados por muchos científicos (Brandenstein, Windekens, Carnot, Merling, Haas, etc.). Hizo contribuciones múltiples al campo de la Tracología, incluyendo una interpretación lingüística de una inscripción que descubrió en el pueblo de Kyolmen, en el municipio de Varbitsa, distrito de Shoumen, Bulgaria. En la década de 1960, Georgiev examinó los nombres de los veintiséis ríos más grandes de Europa del Este y Europa Central. Sugirió que los nombres eran reconstructibles al idioma protoindoeuropeo y que la patria indoeuropea estuvo delimitada al oeste por el río Rin y al este por el río Don.
También propuso en 1962 que el Idioma etrusco estuvo relacionado con el idioma hitita, una teoría que no es aceptada por la mayoría de los eruditos.